# Camerún en la Copa Mundial de Fútbol de 1994
Camerún en la Copa Mundial de Fútbol de 1994, la selección de Camerún fue uno de los 24 países participantes de la Copa Mundial de Fútbol de 1994, realizada en Estados Unidos. El seleccionado camerunés clasificó a la cita de Estados Unidos, gracias a que ganó su grupo de la eliminatoria africana, tanto en la primera fase en la que superó a Suazilandia, Zaire y Liberia, como en la segunda fase en la que derrotó a Zimbabue y Guinea.

## Jugadores
| #  | Nombre                | Posición      | Edad | Club               |
| -- | --------------------- | ------------- | ---- | ------------------ |
| 1  | Joseph-Antoine Bell   | Portero       | 39   | Saint Etienne      |
| 2  | André Kana-Biyik      | Defensor      | 28   | Le Havre AC        |
| 3  | Rigobert Song         | Defensor      | 17   | Tonnerre Yaounde   |
| 4  | Samuel Ekeme          | Defensor      | 27   | Canon Yaounde      |
| 5  | Victor N'Dip          | Defensor      | 26   | Olympic Mvolyé     |
| 6  | Thomas Libiih         | Defensor      | 26   | Ohod Club          |
| 7  | François Omam-Biyik   | Delantero     | 28   | RC Lens            |
| 8  | Emile M'Bouh          | Mediocampista | 28   | Qatar SC           |
| 9  | Roger Milla           | Delantero     | 42   | Tonnerre Yaounde   |
| 10 | Louis-Paul M'Fédé (†) | Delantero     | 33   | Canon Yaounde      |
| 11 | Emmanuel Maboang      | Mediocampista | 25   | Leganés            |
| 12 | Paul Loga             | Mediocampista | 24   | Prevoyance Yaounde |
| 13 | Raymond Kalla         | Defensor      | 19   | Canon Yaounde      |
| 14 | Stephen Tataw (†)     | Defensor      | 31   | Olympic Mvolyé     |
| 15 | Hans Agbo             | Defensor      | 22   | Olympic Mvolyé     |
| 16 | Alphonse Tchami       | Delantero     | 22   | Odense             |
| 17 | Marc-Vivien Foé (†)   | Mediocampista | 19   | Canon Yaounde      |
| 18 | Jean-Pierre Fiala     | Mediocampista | 25   | Canon Yaounde      |
| 19 | David Embé            | Delantero     | 20   | Os Belenenses      |
| 20 | Georges Mouyémé       | Delantero     | 23   | Troyes AC          |
| 21 | Thomas N'Kono         | Portero       | 37   | L'Hospitalet       |
| 22 | Jacques Songo'o       | Portero       | 30   | FC Metz            |
| DT | Henri Michel (†)      |               |      |                    |

## Participación

### Primera fase

#### Grupo B
| Equipo  | Pts | PJ | PG | PE | PP | GF | GC | Dif |
| ------- | --- | -- | -- | -- | -- | -- | -- | --- |
| Brasil  | 7   | 3  | 2  | 1  | 0  | 6  | 1  | 5   |
| Suecia  | 5   | 3  | 1  | 2  | 0  | 6  | 4  | 2   |
| Rusia   | 3   | 3  | 1  | 0  | 2  | 7  | 6  | 1   |
| Camerún | 1   | 3  | 0  | 1  | 2  | 3  | 11 | -8  |

| 19 de junio de 1994, 16:30 PDT | Camerún                   | 2:2 (1:1) | Suecia                | Rose Bowl, Los Ángeles                                             |                                                                    |
|                                | Embé 31' · Omam-Biyik 47' | Reporte   | Ljung 8' · Dahlin 75' | Asistencia: 93.194 espectadores Árbitro(s): Alberto Tejada Noriega | Asistencia: 93.194 espectadores Árbitro(s): Alberto Tejada Noriega |

| 24 de junio de 1994, 13:00 PDT | Brasil                                       | 3:0 (1:0) | Camerún | Stanford Stadium, San Francisco                                  |                                                                  |
|                                | Romário 39' · Márcio Santos 66' · Bebeto 73' | Reporte   |         | Asistencia: 83.401 espectadores Árbitro(s): Arturo Brizio Carter | Asistencia: 83.401 espectadores Árbitro(s): Arturo Brizio Carter |

| 28 de junio de 1994, 13:00 PDT                                                                                 | Rusia                                                  | 6:1 (3:0) | Camerún      | Stanford Stadium, San Francisco                             |                                                             |
| | Salenko 15', 41', 44' (pen.), 72', 75' · Radchenko 81' | Reporte   | R. Milla 46' | Asistencia: 74.914 espectadores Árbitro(s): Jamal Al-Sharif | Asistencia: 74.914 espectadores Árbitro(s): Jamal Al-Sharif |
| A sus 42 años, Roger Milla se convierte en el jugador de mayor edad en convertir un gol en una Copa del Mundo. |                                                        |           |              |                                                             |                                                             |